# Brantòsme
Brantòsme (en francès Brantôme) és un municipi francès situat al departament de la Dordonya i a la regió de la Nova Aquitània.

## Demografia
| 1962                                       | 1968  | 1975  | 1982  | 1990  | 1999  | 2007  |
| ------------------------------------------ | ----- | ----- | ----- | ----- | ----- | ----- |
| 1.966                                      | 1.991 | 2.026 | 2.101 | 2.080 | 2.044 | 2.122 |
| Des de 1962: població sense dobles comptes |       |       |       |       |       |       |

## Administració
| Període   | Identitat         | Partit |
| --------- | ----------------- | ------ |
| 1989-1995 | Philippe Laxton   |        |
| 1995-2001 | Alain Paul Bonnet |        |
| 2001-2008 | Guy Duvivier      |        |
| 2008-     | Monique Ratinaud  |        |